# Rhesala cyclostigma
Rhesala cyclostigma är en fjärilsart som beskrevs av Turner 1902. Rhesala cyclostigma ingår i släktet Rhesala och familjen nattflyn. Inga underarter finns listade.